# Crank That (Soulja Boy)
Crank That (Soulja Boy) è il primo singolo del rapper statunitense Soulja Boy Tell`em, estratto dal suo album di debutto Souljaboytellem.com, pubblicato nel 2007. La canzone ha riscosso un enorme successo negli Stati Uniti, a tal punto che alcuni giocatori di football eseguivano il balletto del video come esultanza. La canzone, è arrivata in cima alla classifica della Billboard Hot 100 degli Stati Uniti e ci è rimasta per 7 settimane consecutive. La canzone è arrivata tra le prime 5 posizioni anche in Canada, Australia, Irlanda, Nuova Zelanda e Regno Unito. Il singolo, ha raggiunto la posizione numero 21 nella classifica delle 100 migliori canzoni del 2007 della rivista Rolling Stone. La canzone, ha ricevuto una nomination per un Grammy Award come "miglior canzone rap dell'anno", ma ha perso in finale contro Good Life di Kanye West e T-Pain. Sempre nel 2007, il singolo ha ricevuto un'altra nomination per un Grammy Award come "miglior ballo hip-hop dell'anno", questa volta risultando vincitore. Il 6 gennaio 2008, Crank That (Soulja Boy) è diventata la prima canzone in assoluto a vendere 3 milioni di copie digitali negli Stati Uniti. Nel 2009, il singolo è stato inserito nella Billboard Hot 100 Songs of the Decade, piazzandosi alla posizione numero 23 tra i brani di maggior successo degli anni 2000.
Ispirato ai recenti balli che avevano reso popolari diversi rapper di Atlanta, Soulja Boy Tell`em ha inventato i passi di danza che hanno dato vita, così, a Crank That (Soulja Boy). Come raccontato da Wall Street Journal, "i ballerini saltano sui loro talloni, si increspano le mani, si muovono i polsi come dei motociclisti e poi si lanciano in una posa da Superman."
Il verso "Superman That Hoe", è un chiaro riferimento all'atto sessuale consistente nell'eiaculazione da parte dell'uomo sulla schiena della donna, alla quale segue il fissaggio di un panno o di un lenzuolo, che avviene grazie alla solidificazione del liquido spermatico.
Fra il 2007 e il 2008, furono pubblicati negli Stati Uniti altri brani intitolati Crank That (Soulja Boy), cantati da altri rapper, e dedicati, tra l'altro, a Batman, a Spider-Man, a Spongebob e al film Il re leone.
Ci sono state anche molte parodie del video che parodiavano varie persone, tra cui Micheal Jackson e Barney, personaggio dei Simpson, così come una cover della band americana post-hardcore I Set My Friends On Fire.
Il batterista dei blink-182, Travis Barker, ha remixato Crank That (Soulja Boy), facendogli riscuotere ulteriore successo. Quest'ultima versione è presente nel trailer di Fast & Furious - Solo parti originali.

## Videoclip
Il video musicale, diretto da Dale Resteghini, inizia nel Collipark Residence con Sincostan Ak Flame e J Fresh che imitano la danza di Soulja Boy Tell`em. Mr. Collipark, si interessa ai movimenti dei due bambini, a tal punto che contatta Soulja Boy Tell`em nel tentativo di fargli firmare un contratto per la sua etichetta, la Collipark Records. Il suo istinto, viene confermato quando nota un gran numero di persone eseguire il ballo.
Questo video, è stato presentato per la prima volta su BET 106 & Park il 9 agosto 2007. Nel videoclip, figurano anche Bow Wow, Omarion, Jibbs, Rich Boy, Unk e Baby D.

## Classifiche
| Classifica (2007-2008)                 | Posizione più alta |
| -------------------------------------- | ------------------ |
| Australia (ARIA)                       | 3                  |
| Austria (Ö3 Austria Top 40)            | 53                 |
| Belgio (Ultratop 50 Singles Fiandre)   | 6                  |
| Belgio (Ultratop 50 Singles Vallonia)  | 7                  |
| Canada (Billboard Canadian Hot 100)    | 5                  |
| Francia (SNEP)                         | 29                 |
| Germania (Media-Control-Charts)        | 29                 |
| Nuova Zelanda (RIANZ)                  | 2                  |
| Svizzera (Schweizer Hitparade)         | 67                 |
| UK Official Singles Chart              | 2                  |
| U.S. Billboard Hot 100                 | 1                  |
| U.S. Mainstream Top 40 (Billboard)     | 1                  |
| U.S. Hot R&B/Hip-Hop Songs (Billboard) | 3                  |
| U.S. Hot Rap Songs (Billboard)         | 1                  |